# 알렉산드라 네치타
알렉산드라 네치타(Alexandra Nechita, 1985년 8월 27일 ~ )는 루마니아 출신의 미국인 입체파 화가이자 벽화가이다.

## 생애
알렉산드라 네치타는 아버지 니키가 루마니아 공산당에서 도망친 후 세 달 뒤에 바슬루이에서 태어났다. 가족이 미국에 들어갈 수 있기까지는 2년이 걸렸다. 미국에 들어간 뒤 가족은 캘리포니아주에 정착했고, 아버지는 실험실 기사로 어머니는 사무실 관리자로 일했다.
2살 때 이미 펜과 잉크를 가지고 그림을 그렸고, 다섯 살 때는 수채화 물감으로 그림을 그렸다. 7살 때부터는 유화 물감과 아크릴 물감도 쓰기 시작했다. 8살 때는 로스앤젤레스군 휘티어에 있는 공공 도서관에서 자신의 첫 개인전을 열었다. 휘티어에 있는 페이스 루터란 스쿨이라는 작은 사립 학교를 다녔고, 졸업 후에 자기가 그렸던 작품들을 학교 선생님들에게 주었다.
오프라 윈프리 쇼에 게스트로 출연했고, 빌 클린턴을 비롯한 수많은 유명 인사들과 함께 모습을 드러냈다. 토크쇼뿐만 아니라 1998년 틴 시트콤 '보이즈 밋 월드'(Boys Meets World)의 에피소드 'Better Than The Average Cory'에 출연하기도 했다. TV 쇼 '블라썸'에 마임 비아릭과 함께 출연했다. 천재적인 재능과 파블로 피카소와의 유사함 덕분에 '작은 피카소'라고 불리고 있다.
1999년 11월에 유엔 협회 세계 연맹이 선정한 100여 개국 이상이 참가하는 세계 예술 계획을 이끌 사람으로 선정되었다. 2005년에 그녀의 작품이자 싱가포르의 한 가톨릭 고등학교에 세워지는 아시아 유엔 평화 기념비를 공개했다. 또한 스페셜 올림픽을 위한 그림 연작 '함께 이기자'(Winning Together)도 맡았다.
그녀가 다니는 학교인 오렌지군 루터란 고등학교의 740석을 가진 공연장에는 '네치타 센터'라는 이름이 붙여졌다.

## 참조
- Bell, Suzanne Comer, ed. Outside the Lines: Alexandra Nechita, Longstreet Press, Inc., Atlanta, GA

1. ↑  Alexandra Nechita, IMDb. 2013년 8월 9일 확인.